# Espina ilíaca anterior inferior
La espina ilíaca anterior inferior es una prominencia ósea situada en la pelvis, en el borde anterior del hueso ilion, por debajo de la escotadura de Freyggang o Innominada y de la espina iliaca antero inferior. Esta eminencia sirve de punto de origen para el músculo recto femoral, el cual forma parte del cuadriceps y es el encargado de la flexión de la cadera y extensión de la rodilla en la marcha bípeda.
- Datos: Q1653896
- Multimedia: Anterior inferior iliac spine / Q1653896